# Julius Franz (urzędnik)
Julius Karl Franz (ur. 4 listopada 1881 w Rackschütz, zm. 24 kwietnia 1941 we Wrocławiu) – niemiecki polityk i działacz związkowy, nadburmistrz Zabrza w latach 1930–1933.

## Życiorys
Syn Wilhelma i Henriette zd. Mertens. Posiadał wykształcenie podstawowe uzupełnione o  kształcenie w Centralnej Szkole Związków Zawodowych w Berlinie. Pracował jako robotnik rolny, górnik i kolporter prasy. W latach 1911–1918 był redaktorem gazety Schlesische Bergwacht. Od 1918 do 1927 piastował funkcję przewodniczącego okręgu Związku Górników Niemiec w Katowicach. Należał też do zarządu Socjaldemokratycznej Partii Niemiec w Wałbrzychu. W latach 1919–1933 zasiadał z ramienia SPD w Pruskim Sejmie Krajowym. W 1921 był także działaczem komitetu niemieckiego w trakcie plebiscytów na Górnym Śląsku. 
Od 17 czerwca 1927 był drugim burmistrzem miasta Hindenburg (obecnie Zabrze), a 2 kwietnia 1930 objął urząd nadburmistrza miasta. Z urzędu został odsunięty po dojściu do władzy NSDAP, wysłany na przymusowy urlop, a następnie zastąpiony przez aktywnego działacza partyjnego Maxa Filluscha.
Następnie przeniósł się na Dolny Śląsk, gdzie zamieszkał we Wrocławiu. Tam też zmarł w wieku 60 lat na niewydolność serca.